# Monfumo
Monfumo là một đô thị ở tỉnh Treviso trong vùng Veneto, có cự ly khoảng 50 km về phía tây bắc của Venice và khoảng 30 km về phía tây bắc của Treviso. Tại thời điểm ngày 31 tháng 12 năm 2004, đô thị này có dân số 1.447 người và diện tích là 11,3 km².
Monfumo giáp các đô thị: Asolo, Castelcucco, Cavaso del Tomba, Cornuda, Maser, Pederobba.